# Superliga de China 2025
La temporada 2025 es la 22.ª edición de la máxima categoría del fútbol en la República Popular China desde el establecimiento de la Superliga de China en el año 2004. El patrocinador del título de la liga es Ping An Insurance. La temporada comenzó el 22 de febrero de 2025.

## Relevos

### Ascensos y descensos
| Pos. | Descendidos de la Superliga 2024 |
| ---- | -------------------------------- |
| 14.º | Cangzhou Mighty Lions            |
| 16.º | Nantong Zhiyun                   |

| Pos. | Ascendidos de la China League One 2024 |
| ---- | -------------------------------------- |
| 1.º  | Yunnan Yukun                           |
| 2.º  | Dalian Yingbo                          |

## Formato
El formato de la temporada fue confirmado en enero de 2025, los 16 equipos juegan en un sistema de todos contra todos en dos ruedas para un total de 30 partidos por equipo, en diferentes sedes establecidas por cada club. El equipo que más puntos sume al final del torneo será declarado campeón, mientras que el descenso será para los dos peores equipos de la tabla de posiciones.

## Equipos
| Shandong Taishan                            | Choi Kang-hee       | Jinan     | Jinan Olympic Sports Center             | 56 808 |
| Shanghái Port                               | Kevin Muscat        | Shanghái  | Pudong Football                         | 37 000 |
| Changchun Yatai                             | Xie Hui             | Changchun | Ciudad de Changchun                     | 38 500 |
| Shenzhen Peng City                          | Christian Lattanzio | Shenzhen  | Bao'an Stadium                          | 44 050 |
| Beijing Guoan                               | Quique Setién       | Pekín     | Estadio de los Trabajadores             | 68 000 |
| Qingdao                                     | Li Xiaopeng         | Qingdao   | Qingdao Tiantai                         | 20 525 |
| Henan                                       | Nam Ki-il           | Zhengzhou | Zhengzhou Hanghai                       | 29 860 |
| Meizhou Hakka                               | Milan Ristić        | Wuhua     | Huitang                                 | 30 000 |
| Shanghái Shenhua                            | Leonid Slutski      | Shanghái  | Estadio de Shanghái                     | 80 000 |
| Dalian Yingbo                               | Li Guoxu            | Dalian    | Dalian Suoyuwan Football                | 63 671 |
| Tianjin Jinmen Tiger                        | Yu Genwei           | Tianjin   | Olímpico                                | 54 696 |
| Qingdao West Coast                          | Shao Jiayi          | Qingdao   | Guzhenkou University City Sports Center | 20 000 |
| Yunnan Yukun                                | Jørn Andersen       | Yuxi      | Yuxi Plateau Sports Center              | 30 000 |
| Wuhan Three Towns                           | Filipe Martins      | Wuhan     | Hankou Cultural Sports Centre           | 20 000 |
| Zhejiang                                    | Raúl Caneda         | Hangzhou  | Huzhou Olympic Sports Centre            | 40 000 |
| Chengdu Rongcheng                           | Seo Jung-won        | Chengdu   | Chengdu Longquanyi                      | 27 000 |
| Datos actualizados al 8 de febrero de 2025. |                     |           |                                         |        |

## Clasificación
| Pos. | Equipo               | Pts. | PJ | G  | E | P  | GF | GC | Dif. | Clasificación 2026-27                      |
| ---- | -------------------- | ---- | -- | -- | - | -- | -- | -- | ---- | ------------------------------------------ |
| 1    | Shanghái Port        | 47   | 21 | 14 | 5 | 2  | 51 | 27 | +24  | Fase de liga de la Liga de Campeones Élite |
| 2    | Shanghái Shenhua     | 46   | 21 | 14 | 4 | 3  | 47 | 25 | +22  | Fase de grupos de la Liga de Campeones 2   |
| 3    | Beijing Guoan        | 45   | 21 | 13 | 6 | 2  | 47 | 26 | +21  |                                            |
| 4    | Chengdu Rongcheng    | 44   | 21 | 13 | 5 | 3  | 39 | 16 | +23  |                                            |
| 5    | Shandong Taishan     | 34   | 21 | 10 | 4 | 7  | 42 | 33 | +9   |                                            |
| 6    | Tianjin Jinmen Tiger | 33   | 21 | 9  | 6 | 6  | 29 | 29 | 0    |                                            |
| 7    | Zhejiang             | 30   | 21 | 8  | 6 | 7  | 42 | 34 | +8   |                                            |
| 8    | Yunnan Yukun         | 29   | 21 | 8  | 5 | 8  | 33 | 38 | −5   |                                            |
| 9    | Dalian Yingbo        | 29   | 21 | 8  | 5 | 8  | 21 | 28 | −7   |                                            |
| 10   | Qingdao West Coast   | 27   | 21 | 6  | 9 | 6  | 27 | 31 | −4   |                                            |
| 11   | Wuhan Three Towns    | 21   | 21 | 5  | 6 | 10 | 27 | 38 | −11  |                                            |
| 12   | Henan                | 19   | 21 | 5  | 4 | 12 | 33 | 40 | −7   |                                            |
| 13   | Shenzhen Peng City   | 17   | 21 | 5  | 2 | 14 | 26 | 49 | −23  |                                            |
| 14   | Meizhou Hakka        | 16   | 21 | 4  | 4 | 13 | 26 | 45 | −19  |                                            |
| 15   | Qingdao              | 15   | 21 | 3  | 6 | 12 | 20 | 32 | −12  | Descenso a la Liga Uno de China            |
| 16   | Changchun Yatai      | 12   | 21 | 3  | 3 | 15 | 17 | 36 | −19  | Descenso a la Liga Uno de China            |

Actualizado a los partidos jugados el 16 de agosto de 2025.
 Fuente: CSL, Soccerway
Criterios de clasificación: 

- Durante la temporada: 1) Puntos; 2) Gol diferencia; 3) Goles anotados.
- Después de la temporada: 1) Puntos; 2) Puntos en partidos directos; 3) Gol diferencia en partidos directos; 4) Goles anotados en partidos directos; 5) Gol diferencia; 6) Puntuaciones promedio de la liga de reserva y las ligas juveniles.

## Resultados
- Los horarios corresponden al huso horario de China (UTC+8).

### Primera vuelta
| Chengdu Rongcheng    | 1 – 0 | Wuhan Three Towns  | Chengdu Phoenix Mountain Sports Park | 22 de febrero | 19:35 |
| Shanghái Shenhua     | 2 – 1 | Changchun Yatai    | Estadio de Shanghái                  | 22 de febrero | 20:00 |
| Yunnan Yukun         | 0 – 2 | Beijing Guoan      | Yuxi Plateau Sports Center           | 22 de febrero | 20:00 |
| Qingdao              | 2 – 2 | Qingdao West Coast | Qingdao Youth Football               | 23 de febrero | 15:30 |
| Zhejiang             | 1 – 1 | Dalian Yingbo      | Huzhou Olympic Sports Center         | 23 de febrero | 15:30 |
| Shandong Taishan     | 0 – 0 | Henan              | Jinan Olympic Sports Center          | 23 de febrero | 15:30 |
| Tianjin Jinmen Tiger | 2 – 2 | Meizhou Hakka      | Tianjin Olympic Center               | 23 de febrero | 15:30 |
| Shanghái Port        | 3 – 1 | Shenzhen Peng City | SAIC Motor Pudong Arena              | 23 de febrero | 19:35 |

| Shandong Taishan   | 4 – 1 | Dalian Yingbo        | Jinan Olympic Sports Center             | 28 de febrero | 15:30 |
| Shanghái Port      | 2 – 0 | Changchun Yatai      | SAIC Motor Pudong Arena                 | 28 de febrero | 19:35 |
| Qingdao            | 0 – 1 | Shenzhen Peng City   | Qingdao Youth Football                  | 1 de marzo    | 15:30 |
| Meizhou Hakka      | 2 – 1 | Henan                | Wuhua Olympic Sports Center             | 1 de marzo    | 19:35 |
| Shanghái Shenhua   | 2 – 2 | Beijing Guoan        | Estadio de Shanghái                     | 1 de marzo    | 19:35 |
| Yunnan Yukun       | 1 – 1 | Zhejiang             | Yuxi Plateau Sports Center              | 1 de marzo    | 20:00 |
| Chengdu Rongcheng  | 1 – 2 | Tianjin Jinmen Tiger | Chengdu Phoenix Mountain Sports Park    | 2 de marzo    | 18:30 |
| Qingdao West Coast | 2 – 0 | Wuhan Three Towns    | Guzhenkou University City Sports Center | 3 de marzo    | 14:00 |

| Qingdao West Coast   | 3 – 3 | Shanghái Port     | Guzhenkou University City Sports Center | 28 de marzo | 19:00 |
| Wuhan Three Towns    | 0 – 4 | Zhejiang          | Wuhan Sports Center                     | 28 de marzo | 19:35 |
| Shenzhen Peng City   | 3 – 4 | Yunnan Yunku      | Bao'an                                  | 28 de marzo | 20:00 |
| Dalian Yingbo        | 2 – 0 | Changchun Yatai   | Dalian Suoyuwan Football                | 29 de marzo | 17:30 |
| Tianjin Jinmen Tiger | 1 – 0 | Qingdao           | Tianjin Olympic Center                  | 29 de marzo | 17:30 |
| Henan                | 1 – 3 | Shanghái Shenhua  | Zhengzhou Hanghai                       | 29 de marzo | 18:00 |
| Meizhou Hakka        | 3 – 4 | Shandong Taishan  | Wuhua Olympic Sports Center             | 29 de marzo | 19:00 |
| Beijing Guoan        | 1 – 1 | Chengdu Rongcheng | Estadio de los Trabajadores             | 29 de marzo | 19:35 |

| Henan                | 2 – 3 | Qingdao West Coast | Zhengzhou Hanghai            | 1 de abril | 19:00 |
| Zhejiang             | 3 – 0 | Shenzhen Peng City | Huzhou Olympic Sports Center | 1 de abril | 19:35 |
| Changchun Yatai      | 1 – 1 | Wuhan Three Towns  | Changchun's People           | 2 de abril | 15:30 |
| Shanghái Shenhua     | 3 – 1 | Yunnan Yukun       | Estadio de Shanghái          | 2 de abril | 18:00 |
| Qingdao              | 1 – 1 | Dalian Yingbo      | Qingdao Youth Football       | 2 de abril | 19:00 |
| Shandong Taishan     | 0 – 3 | Chengdu Rongcheng  | Jinan Olympic Sports Center  | 2 de abril | 19:35 |
| Tianjin Jinmen Tiger | 2 – 2 | Beijing Guoan      | Tianjin Olympic Center       | 2 de abril | 19:35 |
| Shanghái Port        | 2 – 1 | Meizhou Hakka      | SAIC Motor Pudong Arena      | 2 de abril | 20:00 |

| Shenzhen Peng City | 1 – 3 | Henan                | Bao'an                                  | 5 de abril | 19:35 |
| Changchun Yatai    | 1 – 2 | Shandong Taishan     | Changchun's People                      | 6 de abril | 15:30 |
| Qingdao West Coast | 2 – 2 | Tianjin Jinmen Tiger | Guzhenkou University City Sports Center | 6 de abril | 18:30 |
| Meizhou Hakka      | 3 – 1 | Wuhan Three Towns    | Wuhua Olympic Sports Center             | 6 de abril | 19:00 |
| Chengdu Rongcheng  | 2 – 0 | Dalian Yingbo        | Chengdu Phoenix Mountain Sports Park    | 6 de abril | 19:00 |
| Shanghái Port      | 1 – 1 | Shanghái Shenhua     | SAIC Motor Pudong Arena                 | 6 de abril | 19:35 |
| Beijing Guoan      | 2 – 0 | Zhejiang             | Estadio de los Trabajadores             | 6 de abril | 19:35 |
| Yunnan Yukun       | 1 – 0 | Qingdao              | Yuxi Plateau Sports Center              | 6 de abril | 20:00 |

| Shandong Taishan  | 4 – 0 | Shenzhen Peng City   | Jinan Olympic Sports Center | 11 de abril | 19:35 |
| Meizhou Hakka     | 1 – 3 | Changchun Yatai      | Wuhua Olympic Sports Center | 11 de abril | 19:35 |
| Dalian Yingbo     | 1 – 1 | Tianjin Jinmen Tiger | Dalian Suoyuwan Football    | 12 de abril | 15:30 |
| Qingdao           | 0 – 1 | Chengdu Rongcheng    | Qingdao Youth Football      | 12 de abril | 19:00 |
| Wuhan Three Towns | 3 – 1 | Yunnan Yukun         | Wuhan Sports Center         | 12 de abril | 19:35 |
| Shanghái Shenhua  | 3 – 2 | Zhejiang             | Estadio de Shanghái         | 12 de abril | 20:00 |
| Beijing Guoan     | 1 – 0 | Qingdao West Coast   | Estadio de los Trabajadores | 17 de junio | 19:35 |
| Henan             | 1 – 3 | Shanghái Port        | Zhengzhou Hanghai           | 18 de junio | 19:35 |

| Qingdao West Coast   | 1 – 5 | Shandong Taishan | Guzhenkou University City Sports Center | 15 de abril | 18:30 |
| Wuhan Three Towns    | 4 – 4 | Beijing Guoan    | Wuhan Sports Center                     | 15 de abril | 19:35 |
| Shenzhen Peng City   | 3 – 1 | Changchun Yatai  | Bao'an                                  | 15 de abril | 20:00 |
| Tianjin Jinmen Tiger | 1 – 4 | Shanghái Port    | Tianjin Olympic Center                  | 16 de abril | 18:00 |
| Dalian Yingbo        | 1 – 0 | Henan            | Dalian Suoyuwan Football                | 16 de abril | 19:00 |
| Zhejiang             | 2 – 2 | Meizhou Hakka    | Huzhou Olympic Sports Center            | 16 de abril | 19:00 |
| Chengdu Rongcheng    | 1 – 1 | Yunnan Yukun     | Chengdu Phoenix Mountain Sports Park    | 16 de abril | 19:35 |
| Shanghái Shenhua     | 3 – 2 | Qingdao          | Estadio de Shanghái                     | 16 de abril | 20:00 |

| Shanghái Shenhua     | 2 – 0 | Wuhan Three Towns  | Estadio de Shanghái                     | 19 de abril | 19:00 |
| Beijing Guoan        | 6 – 1 | Shandong Taishan   | Estadio de los Trabajadores             | 19 de abril | 19:35 |
| Changchun Yatai      | 0 – 0 | Yunnan Yukun       | Changchun's People                      | 20 de abril | 15:30 |
| Henan                | 3 – 1 | Qingdao            | Zhengzhou Hanghai                       | 20 de abril | 18:30 |
| Qingdao West Coast   | 2 – 0 | Dalian Yingbo      | Guzhenkou University City Sports Center | 20 de abril | 18:30 |
| Meizhou Hakka        | 3 – 0 | Shenzhen Peng City | Wuhua Olympic Sports Center             | 20 de abril | 19:00 |
| Tianjin Jinmen Tiger | 2 – 0 | Zhejiang           | Tianjin Olympic Center                  | 20 de abril | 19:35 |
| Shanghái Port        | 1 – 3 | Chengdu Rongcheng  | SAIC Motor Pudong Arena                 | 20 de abril | 19:35 |

| Beijing Guoan      | 1 – 0 | Henan                | Estadio de los Trabajadores  | 25 de abril | 19:35 |
| Yunnan Yukun       | 2 – 3 | Shanghái Port        | Yuxi Plateau Sports Center   | 25 de abril | 20:00 |
| Changchun Yatai    | 1 – 2 | Chengdu Rongcheng    | Changchun's People           | 26 de abril | 15:30 |
| Shenzhen Peng City | 1 – 1 | Dalian Yingbo        | Bao'an                       | 26 de abril | 19:00 |
| Shandong Taishan   | 0 – 1 | Shanghái Shenhua     | Jinan Olympic Sports Center  | 26 de abril | 19:35 |
| Zhejiang           | 2 – 1 | Qingdao West Coast   | Huzhou Olympic Sports Center | 27 de abril | 15:30 |
| Wuhan Three Towns  | 2 – 1 | Tianjin Jinmen Tiger | Wuhan Sports Center          | 27 de abril | 19:00 |
| Qingdao            | 1 – 1 | Meizhou Hakka        | Qingdao Youth Football       | 27 de abril | 19:35 |

| Dalian Yingbo      | 3 – 2 | Yunnan Yukun         | Dalian Suoyuwan Football                | 1 de mayo | 15:30 |
| Shenzhen Peng City | 1 – 0 | Tianjin Jinmen Tiger | Bao'an                                  | 1 de mayo | 18:30 |
| Zhejiang           | 4 – 2 | Changchun Yatai      | Huzhou Olympic Sports Center            | 1 de mayo | 19:00 |
| Henan              | 1 – 2 | Wuhan Three Towns    | Zhengzhou Hanghai                       | 1 de mayo | 19:00 |
| Shandong Taishan   | 1 – 1 | Qingdao              | Jinan Olympic Sports Center             | 1 de mayo | 19:35 |
| Shanghái Port      | 1 – 2 | Beijing Guoan        | SAIC Motor Pudong Arena                 | 1 de mayo | 19:35 |
| Qingdao West Coast | 3 – 1 | Meizhou Hakka        | Guzhenkou University City Sports Center | 2 de mayo | 19:00 |
| Chengdu Rongcheng  | 1 – 0 | Shanghái Shenhua     | Chengdu Phoenix Mountain Sports Park    | 2 de mayo | 19:35 |

| Dalian Yingbo      | 0 – 2 | Beijing Guoan        | Dalian Suoyuwan Football                | 5 de mayo | 15:30 |
| Henan              | 3 – 4 | Tianjin Jinmen Tiger | Zhengzhou Hanghai                       | 5 de mayo | 19:00 |
| Wuhan Three Towns  | 0 – 2 | Shanghái Port        | Wuhan Sports Center                     | 5 de mayo | 19:00 |
| Qingdao            | 3 – 0 | Changchun Yatai      | Qingdao Youth Football                  | 5 de mayo | 19:35 |
| Chengdu Rongcheng  | 2 – 1 | Zhejiang             | Chengdu Phoenix Mountain Sports Park    | 5 de mayo | 19:35 |
| Yunnan Yukun       | 3 – 2 | Shandong Taishan     | Yuxi Plateau Sports Center              | 5 de mayo | 20:00 |
| Meizhou Hakka      | 1 – 3 | Shanghái Shenhua     | Wuhua Olympic Sports Center             | 6 de mayo | 19:00 |
| Qingdao West Coast | 0 – 0 | Shenzhen Peng City   | Guzhenkou University City Sports Center | 6 de mayo | 19:35 |

| Shanghái Port        | 3 – 1 | Qingdao            | SAIC Motor Pudong Arena     | 9 de mayo  | 19:35 |
| Shanghái Shenhua     | 4 – 0 | Qingdao West Coast | Estadio de Shanghái         | 10 de mayo | 19:00 |
| Meizhou Hakka        | 0 – 4 | Chengdu Rongcheng  | Wuhua Olympic Sports Center | 10 de mayo | 19:35 |
| Shandong Taishan     | 4 – 2 | Zhejiang           | Jinan Olympic Sports Center | 10 de mayo | 19:35 |
| Beijing Guoan        | 3 – 1 | Shenzhen Peng City | Estadio de los Trabajadores | 10 de mayo | 20:00 |
| Changchun Yatai      | 0 – 1 | Henan              | Changchun's People          | 11 de mayo | 19:00 |
| Tianjin Jinmen Tiger | 0 – 1 | Yunnan Yukun       | Tianjin Olympic Center      | 11 de mayo | 19:00 |
| Wuhan Three Towns    | 2 – 2 | Dalian Yingbo      | Wuhan Sports Center         | 11 de mayo | 19:35 |

| Zhejiang           | 2 – 2 | Henan                | Huzhou Olympic Sports Center         | 16 de mayo  | 19:35 |
| Yunnan Yukun       | 2 – 0 | Meizhou Hakka        | Yuxi Plateau Sports Center           | 16 de mayo  | 20:00 |
| Dalian Yingbo      | 0 – 3 | Shanghái Shenhua     | Dalian Suoyuwan Football             | 17 de mayo  | 18:00 |
| Changchun Yatai    | 1 – 2 | Tianjin Jinmen Tiger | Changchun's People                   | 17 de mayo  | 19:00 |
| Qingdao            | 1 – 1 | Beijing Guoan        | Qingdao Youth Football               | 17 de mayo  | 19:35 |
| Chengdu Rongcheng  | 1 – 1 | Qingdao West Coast   | Chengdu Phoenix Mountain Sports Park | 17 de mayo  | 19:35 |
| Shanghái Port      | 1 – 1 | Shandong Taishan     | SAIC Motor Pudong Arena              | 17 de mayo  | 20:00 |
| Shenzhen Peng City | 1 – 2 | Wuhan Three Towns    | Bao'an                               | 18 de junio | 20:00 |

| Dalian Yingbo        | 1 – 0 | Meizhou Hakka     | Dalian Suoyuwan Football                | 13 de junio | 19:35 |
| Wuhan Three Towns    | 2 – 0 | Qingdao           | Wuhan Sports Center                     | 13 de junio | 20:00 |
| Zhejiang             | 2 – 2 | Shanghái Port     | Huzhou Olympic Sports Center            | 14 de junio | 15:30 |
| Qingdao West Coast   | 0 – 0 | Yunnan Yukun      | Guzhenkou University City Sports Center | 14 de junio | 19:00 |
| Beijing Guoan        | 2 – 1 | Changchun Yatai   | Estadio de los Trabajadores             | 14 de junio | 19:00 |
| Shenzhen Peng City   | 3 – 1 | Shanghái Shenhua  | Bao'an                                  | 14 de junio | 19:35 |
| Henan                | 3 – 2 | Chengdu Rongcheng | Zhengzhou Hanghai                       | 14 de junio | 19:35 |
| Tianjin Jinmen Tiger | 1 – 0 | Shandong Taishan  | Tianjin Olympic Center                  | 14 de junio | 20:00 |

| Shanghái Shenhua  | 3 – 0 | Tianjin Jinmen Tiger | Estadio de Shanghái                  | 25 de junio | 19:00 |
| Qingdao           | 0 – 3 | Zhejiang             | Qingdao Youth Football               | 25 de junio | 19:00 |
| Shandong Taishan  | 3 – 1 | Wuhan Three Towns    | Jinan Olympic Sports Center          | 25 de junio | 19:35 |
| Changchun Yatai   | 1 – 0 | Qingdao West Coast   | Changchun's People                   | 25 de junio | 19:35 |
| Meizhou Hakka     | 0 – 4 | Beijing Guoan        | Wuhua Olympic Sports Center          | 25 de junio | 19:35 |
| Chengdu Rongcheng | 5 – 0 | Shenzhen Peng City   | Chengdu Phoenix Mountain Sports Park | 25 de junio | 20:00 |
| Shanghái Port     | 3 – 0 | Dalian Yingbo        | SAIC Motor Pudong Arena              | 26 de junio | 19:35 |
| Yunnan Yukun      | 2 – 1 | Henan                | Yuxi Plateau Sports Center           | 26 de junio | 20:00 |

### Segunda vuelta
| Changchun Yatai    | 1 – 2 | Shanghái Shenhua     | Changchun's People                      | 29 de junio | 18:30 |
| Qingdao West Coast | 1 – 0 | Qingdao              | Guzhenkou University City Sports Center | 29 de junio | 18:30 |
| Meizhou Hakka      | 1 – 2 | Tianjin Jinmen Tiger | Wuhua Olympic Sports Center             | 29 de junio | 19:00 |
| Wuhan Three Towns  | 2 – 2 | Chengdu Rongcheng    | Wuhan Sports Center                     | 29 de junio | 19:35 |
| Henan              | 2 – 2 | Shandong Taishan     | Zhengzhou Hanghai                       | 30 de junio | 19:00 |
| Dalian Yingbo      | 1 – 0 | Zhejiang             | Dalian Suoyuwan Football                | 30 de junio | 19:35 |
| Beijing Guoan      | 2 – 1 | Yunnan Yukun         | Estadio de los Trabajadores             | 30 de junio | 19:35 |
| Shenzhen Peng City | 1 – 2 | Shanghái Port        | Bao'an                                  | 30 de junio | 20:00 |

| Wuhan Three Towns    | 1 – 1 | Qingdao West Coast | Wuhan Sports Center          | 18 de julio | 19:00 |
| Changchun Yatai      | 1 – 3 | Shanghái Port      | Changchun's People           | 18 de julio | 19:35 |
| Tianjin Jinmen Tiger | 2 – 1 | Chengdu Rongcheng  | Tianjin Olympic Center       | 18 de julio | 19:35 |
| Zhejiang             | 3 – 1 | Yunnan Yukun       | Huzhou Olympic Sports Center | 18 de julio | 20:00 |
| Dalian Yingbo        | 2 – 0 | Shandong Taishan   | Dalian Suoyuwan Football     | 19 de julio | 19:00 |
| Shenzhen Peng City   | 4 – 0 | Qingdao            | Bao'an                       | 19 de julio | 19:35 |
| Beijing Guoan        | 1 – 3 | Shanghái Shenhua   | Estadio de los Trabajadores  | 19 de julio | 19:35 |
| Henan                | 1 – 1 | Meizhou Hakka      | Zhengzhou Hanghai            | 19 de julio | 20:00 |

| Shanghái Port     | 2 – 2 | Qingdao West Coast   | SAIC Motor Pudong Arena              | 26 de julio | 19:00 |
| Chengdu Rongcheng | 2 – 0 | Beijing Guoan        | Chengdu Phoenix Mountain Sports Park | 26 de julio | 19:35 |
| Yunnan Yukun      | 3 – 1 | Shenzhen Peng City   | Yuxi Plateau Sports Center           | 26 de julio | 20:00 |
| Qingdao           | 2 – 0 | Tianjin Jinmen Tiger | Qingdao Youth Football               | 27 de julio | 19:00 |
| Changchun Yatai   | 0 – 2 | Dalian Yingbo        | Changchun's People                   | 27 de julio | 19:00 |
| Zhejiang          | 3 – 2 | Wuhan Three Towns    | Huzhou Olympic Sports Center         | 27 de julio | 19:35 |
| Shanghái Shenhua  | 3 – 2 | Henan                | Estadio de Shanghái                  | 27 de julio | 19:35 |
| Shandong Taishan  | 3 – 0 | Meizhou Hakka        | Jinan Olympic Sports Center          | 27 de julio | 20:00 |

| Yunnan Yukun       | 4 – 4 | Shanghái Shenhua     | Yuxi Plateau Sports Center              | 2 de agosto | 18:00 |
| Qingdao West Coast | 2 – 1 | Henan                | Guzhenkou University City Sports Center | 2 de agosto | 19:35 |
| Chengdu Rongcheng  | 2 – 1 | Shandong Taishan     | Chengdu Phoenix Mountain Sports Park    | 2 de agosto | 19:35 |
| Meizhou Hakka      | 2 – 4 | Shanghái Port        | Wuhua Olympic Sports Center             | 2 de agosto | 20:00 |
| Dalian Yingbo      | 2 – 0 | Qingdao              | Dalian Suoyuwan Football                | 3 de agosto | 19:00 |
| Beijing Guoan      | 2 – 2 | Tianjin Jinmen Tiger | Estadio de los Trabajadores             | 3 de agosto | 19:35 |
| Wuhan Three Towns  | 0 – 0 | Changchun Yatai      | Wuhan Sports Center                     | 3 de agosto | 19:35 |
| Shenzhen Peng City | 2 – 4 | Zhejiang             | Bao'an                                  | 3 de agosto | 20:00 |

| Dalian Yingbo        | 0 – 2 | Chengdu Rongcheng  | Dalian Suoyuwan Football     | 8 de agosto  | 19:35 |
| Henan                | 4 – 1 | Shenzhen Peng City | Zhengzhou Hanghai            | 8 de agosto  | 20:00 |
| Shandong Taishan     | 2 – 1 | Changchun Yatai    | Jinan Olympic Sports Center  | 9 de agosto  | 19:00 |
| Shanghái Shenhua     | 1 – 2 | Shanghái Port      | Estadio de Shanghái          | 9 de agosto  | 19:35 |
| Qingdao              | 5 – 1 | Yunnan Yukun       | Qingdao Youth Football       | 9 de agosto  | 20:00 |
| Tianjin Jinmen Tiger | 0 – 0 | Qingdao West Coast | Tianjin Olympic Center       | 10 de agosto | 19:00 |
| Zhejiang             | 3 – 4 | Beijing Guoan      | Huzhou Olympic Sports Center | 10 de agosto | 19:35 |
| Wuhan Three Towns    | 1 – 2 | Meizhou Hakka      | Wuhan Sports Center          | 10 de agosto | 20:00 |

| Shanghái Port        | 4 – 1 | Henan             | SAIC Motor Pudong Arena                 | 15 de agosto | 19:35 |
| Yunnan Yukun         | 2 – 1 | Wuhan Three Towns | Yuxi Plateau Sports Center              | 15 de agosto | 20:00 |
| Tianjin Jinmen Tiger | 2 – 0 | Dalian Yingbo     | Tianjin Olympic Center                  | 16 de agosto | 18:30 |
| Qingdao West Coast   | 1 – 3 | Beijing Guoan     | Guzhenkou University City Sports Center | 16 de agosto | 19:00 |
| Changchun Yatai      | 1 – 0 | Meizhou Hakka     | Changchun's People                      | 16 de agosto | 19:00 |
| Shenzhen Peng City   | 1 – 3 | Shandong Taishan  | Bao'an                                  | 16 de agosto | 19:35 |
| Zhejiang             | 0 – 0 | Shanghái Shenhua  | Huzhou Olympic Sports Center            | 16 de agosto | 19:35 |
| Chengdu Rongcheng    | 0 – 0 | Qingdao           | Chengdu Phoenix Mountain Sports Park    | 16 de agosto | 20:00 |

| Shanghái Port    | vs. | Tianjin Jinmen Tiger | SAIC Motor Pudong Arena     | 23 de agosto | 19:00 |
| Yunnan Yukun     | vs. | Chengdu Rongcheng    | Yuxi Plateau Sports Center  | 23 de agosto | 19:35 |
| Beijing Guoan    | vs. | Wuhan Three Towns    | Estadio de los Trabajadores | 23 de agosto | 20:00 |
| Meizhou Hakka    | vs. | Zhejiang             | Wuhua Olympic Sports Center | 24 de agosto | 19:00 |
| Changchun Yatai  | vs. | Shenzhen Peng City   | Changchun's People          | 24 de agosto | 19:00 |
| Qingdao          | vs. | Shanghái Shenhua     | Qingdao Youth Football      | 24 de agosto | 19:35 |
| Henan            | vs. | Dalian Yingbo        | Zhengzhou Hanghai           | 24 de agosto | 19:35 |
| Shandong Taishan | vs. | Qingdao West Coast   | Jinan Olympic Sports Center | 24 de agosto | 20:00 |

| Qingdao            | vs. | Henan                | Qingdao Youth Football               | 29 de agosto | 19:00 |
| Zhejiang           | vs. | Tianjin Jinmen Tiger | Huzhou Olympic Sports Center         | 30 de agosto | 19:00 |
| Dalian Yingbo      | vs. | Qingdao West Coast   | Dalian Suoyuwan Football             | 30 de agosto | 19:35 |
| Chengdu Rongcheng  | vs. | Shanghái Port        | Chengdu Phoenix Mountain Sports Park | 30 de agosto | 19:35 |
| Yunnan Yukun       | vs. | Changchun Yatai      | Yuxi Plateau Sports Center           | 30 de agosto | 20:00 |
| Wuhan Three Towns  | vs. | Shanghái Shenhua     | Wuhan Sports Center                  | 31 de agosto | 19:00 |
| Shenzhen Peng City | vs. | Meizhou Hakka        | Bao'an                               | 31 de agosto | 19:35 |
| Shandong Taishan   | vs. | Beijing Guoan        | Jinan Olympic Sports Center          | 31 de agosto | 19:35 |

| Shanghái Port        | vs. | Yunnan Yukun       | SAIC Motor Pudong Arena                 | 12 de septiembre | 18:00 |
| Chengdu Rongcheng    | vs. | Changchun Yatai    | Chengdu Phoenix Mountain Sports Park    | 12 de septiembre | 19:35 |
| Henan                | vs. | Beijing Guoan      | Zhengzhou Hanghai                       | 12 de septiembre | 19:35 |
| Shanghái Shenhua     | vs. | Shandong Taishan   | Estadio de Shanghái                     | 12 de septiembre | 20:00 |
| Meizhou Hakka        | vs. | Qingdao            | Wuhua Olympic Sports Center             | 13 de septiembre | 19:00 |
| Qingdao West Coast   | vs. | Zhejiang           | Guzhenkou University City Sports Center | 13 de septiembre | 19:35 |
| Dalian Yingbo        | vs. | Shenzhen Peng City | Dalian Suoyuwan Football                | 14 de septiembre | 19:00 |
| Tianjin Jinmen Tiger | vs. | Wuhan Three Towns  | Tianjin Olympic Center                  | 14 de septiembre | 19:35 |

| Yunnan Yukun         | vs. | Dalian Yingbo      | Yuxi Plateau Sports Center  | 19 de septiembre | 20:00 |
| Changchun Yatai      | vs. | Zhejiang           | Changchun's People          | 20 de septiembre | 19:00 |
| Meizhou Hakka        | vs. | Qingdao West Coast | Wuhua Olympic Sports Center | 20 de septiembre | 19:35 |
| Wuhan Three Towns    | vs. | Henan              | Wuhan Sports Center         | 20 de septiembre | 19:35 |
| Qingdao              | vs. | Shandong Taishan   | Qingdao Youth Football      | 20 de septiembre | 20:00 |
| Beijing Guoan        | vs. | Shanghái Port      | Estadio de los Trabajadores | 21 de septiembre | 18:00 |
| Tianjin Jinmen Tiger | vs. | Shenzhen Peng City | Tianjin Olympic Center      | 21 de septiembre | 19:35 |
| Shanghái Shenhua     | vs. | Chengdu Rongcheng  | Estadio de Shanghái         | 21 de septiembre | 20:00 |

| Shanghái Shenhua     | vs. | Meizhou Hakka      | Estadio de Shanghái          | 26 de septiembre | 18:00 |
| Beijing Guoan        | vs. | Dalian Yingbo      | Estadio de los Trabajadores  | 26 de septiembre | 19:35 |
| Zhejiang             | vs. | Chengdu Rongcheng  | Huzhou Olympic Sports Center | 26 de septiembre | 20:00 |
| Shanghái Port        | vs. | Wuhan Three Towns  | SAIC Motor Pudong Arena      | 26 de septiembre | 20:00 |
| Changchun Yatai      | vs. | Qingdao            | Changchun's People           | 27 de septiembre | 18:00 |
| Shandong Taishan     | vs. | Yunnan Yukun       | Jinan Olympic Sports Center  | 27 de septiembre | 19:35 |
| Tianjin Jinmen Tiger | vs. | Henan              | Tianjin Olympic Center       | 28 de septiembre | 19:00 |
| Shenzhen Peng City   | vs. | Qingdao West Coast | Bao'an                       | 28 de septiembre | 19:35 |

| Qingdao            | vs. | Shanghái Port        | Qingdao Youth Football                  | 17 de octubre | 18:00 |
| Chengdu Rongcheng  | vs. | Meizhou Hakka        | Chengdu Phoenix Mountain Sports Park    | 17 de octubre | 19:35 |
| Qingdao West Coast | vs. | Shanghái Shenhua     | Guzhenkou University City Sports Center | 17 de octubre | 20:00 |
| Shenzhen Peng City | vs. | Beijing Guoan        | Bao'an                                  | 17 de octubre | 20:00 |
| Zhejiang           | vs. | Shandong Taishan     | Huzhou Olympic Sports Center            | 18 de octubre | 19:35 |
| Yunnan Yukun       | vs. | Tianjin Jinmen Tiger | Yuxi Plateau Sports Center              | 18 de octubre | 20:00 |
| Dalian Yingbo      | vs. | Wuhan Three Towns    | Dalian Suoyuwan Football                | 19 de octubre | 15:30 |
| Henan              | vs. | Changchun Yatai      | Zhengzhou Hanghai                       | 19 de octubre | 19:35 |

| Meizhou Hakka        | vs. | Yunnan Yukun       | Wuhua Olympic Sports Center             | 24 de octubre | 19:35 |
| Tianjin Jinmen Tiger | vs. | Changchun Yatai    | Tianjin Olympic Center                  | 25 de octubre | 15:30 |
| Henan                | vs. | Zhejiang           | Zhengzhou Hanghai                       | 25 de octubre | 19:00 |
| Wuhan Three Towns    | vs. | Shenzhen Peng City | Wuhan Sports Center                     | 25 de octubre | 19:35 |
| Shandong Taishan     | vs. | Shanghái Port      | Jinan Olympic Sports Center             | 26 de octubre | 15:30 |
| Qingdao West Coast   | vs. | Chengdu Rongcheng  | Guzhenkou University City Sports Center | 26 de octubre | 18:30 |
| Beijing Guoan        | vs. | Qingdao            | Estadio de los Trabajadores             | 26 de octubre | 19:35 |
| Shanghái Shenhua     | vs. | Dalian Yingbo      | Estadio de Shanghái                     | 26 de octubre | 19:35 |

| Shanghái Port     | vs. | Zhejiang             | SAIC Motor Pudong Arena              | 31 de octubre  | 18:00 |
| Chengdu Rongcheng | vs. | Henan                | Chengdu Phoenix Mountain Sports Park | 31 de octubre  | 19:35 |
| Shanghái Shenhua  | vs. | Shenzhen Peng City   | Estadio de Shanghái                  | 31 de octubre  | 20:00 |
| Changchun Yatai   | vs. | Beijing Guoan        | Changchun's People                   | 1 de noviembre | 15:30 |
| Shandong Taishan  | vs. | Tianjin Jinmen Tiger | Jinan Olympic Sports Center          | 1 de noviembre | 15:30 |
| Meizhou Hakka     | vs. | Dalian Yingbo        | Wuhua Olympic Sports Center          | 1 de noviembre | 19:35 |
| Qingdao           | vs. | Wuhan Three Towns    | Qingdao Youth Football               | 2 de noviembre | 15:30 |
| Yunnan Yukun      | vs. | Qingdao West Coast   | Yuxi Plateau Sports Center           | 2 de noviembre | 19:35 |

| Beijing Guoan        | vs. | Meizhou Hakka     | Estadio de los Trabajadores             | 22 de noviembre | 15:30 |
| Tianjin Jinmen Tiger | vs. | Shanghái Shenhua  | Tianjin Olympic Center                  | 22 de noviembre | 15:30 |
| Zhejiang             | vs. | Qingdao           | Huzhou Olympic Sports Center            | 22 de noviembre | 15:30 |
| Henan                | vs. | Yunnan Yukun      | Zhengzhou Hanghai                       | 22 de noviembre | 15:30 |
| Qingdao West Coast   | vs. | Changchun Yatai   | Guzhenkou University City Sports Center | 22 de noviembre | 15:30 |
| Wuhan Three Towns    | vs. | Shandong Taishan  | Wuhan Sports Center                     | 22 de noviembre | 15:30 |
| Shenzhen Peng City   | vs. | Chengdu Rongcheng | Bao'an                                  | 22 de noviembre | 15:30 |
| Dalian Yingbo        | vs. | Shanghái Port     | Dalian Suoyuwan Football                | 22 de noviembre | 15:30 |

### Tabla de resultados cruzados
| Local \ Visitante    | BJG | DAL | CCY | CDR | QWC | HEN | MZH | YUN | QIN | SDT | SHS | SHP | SZH | TJT | WTT | ZJP |
| -------------------- | --- | --- | --- | --- | --- | --- | --- | --- | --- | --- | --- | --- | --- | --- | --- | --- |
| Beijing Guoan        |     |     | 2–1 | 1–1 | 1–0 | 1–0 |     | 2–1 |     | 6–1 | 1–3 |     | 3–1 | 2–2 |     | 2–0 |
| Dalian Yingbo        | 0–2 |     | 2–0 | 0–2 |     | 1–0 | 1–0 | 3–2 | 2–0 | 2–0 | 0–3 |     |     | 1–1 |     | 1–0 |
| Changchun Yatai      |     | 0–2 |     | 1–2 | 1–0 | 0–1 | 1–0 | 0–0 |     | 1–2 | 1–2 | 1–3 |     | 1–2 | 1–1 |     |
| Chengdu Rongcheng    | 2–0 | 2–0 |     |     | 1–1 |     |     | 1–1 | 0–0 | 2–1 | 1–0 |     | 5–0 | 1–2 | 1–0 | 2–1 |
| Qingdao West Coast   | 1–3 | 2–0 |     |     |     | 2–1 | 3–1 | 0–0 | 1–0 | 1–5 |     | 3–3 | 0–0 | 2–2 | 2–0 |     |
| Henan                |     |     |     | 3–2 | 2–3 |     | 1–1 |     | 3–1 | 2–2 | 1–3 | 1–3 | 4–1 | 3–4 | 1–2 |     |
| Meizhou Hakka        | 0–4 |     | 1–3 | 0–4 |     | 2–1 |     |     |     | 3–4 | 1–3 | 2–4 | 3–0 | 1–2 | 3–1 |     |
| Yunnan Yukun         | 0–2 |     |     |     |     | 2–1 | 2–0 |     | 1–0 | 3–2 | 4–4 | 2–3 | 3–1 |     | 2–1 | 1–1 |
| Qingdao              | 1–1 | 1–1 | 3–0 | 0–1 | 2–2 |     | 1–1 | 5–1 |     |     |     |     | 0–1 | 2–0 |     | 0–3 |
| Shandong Taishan     |     | 4–1 | 2–1 | 0–3 |     | 0–0 | 3–0 |     | 1–1 |     | 0–1 |     | 4–0 |     | 3–1 | 4–2 |
| Shanghái Shenhua     | 2–2 |     | 2–1 |     | 4–0 | 3–2 |     | 3–1 | 3–2 |     |     | 1–2 |     | 3–0 | 2–0 | 3–2 |
| Shanghái Port        | 1–2 | 3–0 | 2–0 | 1–3 | 2–2 | 4–1 | 2–1 |     | 3–1 | 1–1 | 1–1 |     | 3–1 |     |     |     |
| Shenzhen Peng City   |     | 1–1 | 3–1 |     |     | 1–3 |     | 3–4 | 4–0 | 1–3 | 3–1 | 1–2 |     | 1–0 | 1–2 | 2–4 |
| Tianjin Jinmen Tiger | 2–2 | 2–0 |     | 2–1 | 0–0 |     | 2–2 | 0–1 | 1–0 | 1–0 |     | 1–4 |     |     |     | 2–0 |
| Wuhan Three Towns    | 4–4 | 2–2 | 0–0 | 2–2 | 1–1 |     | 1–2 | 3–1 | 2–0 |     |     | 0–2 |     | 2–1 |     | 0–4 |
| Zhejiang             | 3–4 | 1–1 | 4–2 |     | 2–1 | 2–2 | 2–2 | 3–1 |     |     | 0–0 | 2–2 | 3–0 |     | 3–2 |     |

## Estadísticas

### Goleadores
- 
| Pos. | Jugador | Club | Goles |
| ---- | ------- | ---- | ----- |
|      |         |      |       |

### Asistencias
- 
| Pos. | Jugador | Club | Asistencias |
| ---- | ------- | ---- | ----------- |
|      |         |      |             |